# حارة بئر خيران (صنعاء)

تعديل مصدري - تعديل

حارة بئر خيران هي إحدى حارات حي التحرير بمديرية التحرير إحد مديريات العاصمة اليمنية صنعاء، بلغ تعداد سكانها 2598 نسمة حسب تعداد اليمن لعام 2004.